# آکرسلوت
اکرسلاوت (به هلندی: Akersloot) یک سکونتگاه مسکونی و روستا در هلند است که در Castricum واقع شده‌است.

## خصوصیات
اکرسلاوت ۵٬۰۶۶ نفر جمعیت دارد.